# Keep Holding On
"Keep Holding On" là một bài hát của ca sĩ người Canada Avril Lavigne. Đây là bài hát chủ đề cho bộ phim năm Eragon (2006) cũng như xuất hiện trong album phòng thu thứ ba của cô, The Best Damn Thing (2007). Nó được sáng tác bởi Lavigne và Lukasz "Dr. Luke" Gottwald và do Luke sản xuất. "Keep Holding On" được phát hành như là đĩa đơn đầu tiên trích từ album nhạc phim và ra mắt trên các đài phát hành ở Mỹ vào ngày 27 tháng 11 năm 2006.
Mặc dù bộ phim vấp phải những phản ứng không mấy tích cực từ các nhà phê bình, bài hát nhận được những đánh giá tốt từ họ. Về mặt thương mại, "Keep Holding On" lọt vào top 20 trên các bảng xếp hạng ở Canada và Billboard Hot 100 của Mỹ, nơi nó đạt hạng 17. Bài hát cũng được hát lại bởi nhiều nghệ sĩ.

## Danh sách bài hát
| Đĩa CD quảng cáo tại Úc và châu Âu | Đĩa CD quảng cáo tại Úc và châu Âu | Đĩa CD quảng cáo tại Úc và châu Âu |
| STT                                | Nhan đề                            | Thời lượng                         |
| ---------------------------------- | ---------------------------------- | ---------------------------------- |
| 1.                                 | "Keep Holding On"                  | 3:59                               |

| Đĩa CD quảng cáo tại Nhật | Đĩa CD quảng cáo tại Nhật     | Đĩa CD quảng cáo tại Nhật |
| STT                       | Nhan đề                       | Thời lượng                |
| ------------------------- | ----------------------------- | ------------------------- |
| 1.                        | "Keep Holding On"             | 3:59                      |
| 2.                        | "Keep Holding On" (không lời) | 4:03                      |

| Tải kĩ thuật số | Tải kĩ thuật số   | Tải kĩ thuật số |
| STT             | Nhan đề           | Thời lượng      |
| --------------- | ----------------- | --------------- |
| 1.              | "Keep Holding On" | 3:59            |

| Đĩa CD quảng cáo tại Mỹ | Đĩa CD quảng cáo tại Mỹ  | Đĩa CD quảng cáo tại Mỹ |
| STT                     | Nhan đề                  | Thời lượng              |
| ----------------------- | ------------------------ | ----------------------- |
| 1.                      | "Keep Holding On"        | 3:59                    |
| 2.                      | "Keep Holding On" (hook) | 0:10                    |

## Xếp hạng và chứng nhận
| Bảng xếp hạng (2006–07)              | Vị trí cao nhất |
| ------------------------------------ | --------------- |
| Australian Digital Singles Chart     | 5               |
| Canada (Canadian Hot 100)            | 14              |
| Czech Rádio Top 100 (IFPI)           | 27              |
| Romanian Top 100                     | 51              |
| Slovakia Rádio Top 100 (IFPI)        | 9               |
| UK Singles (Official Charts Company) | 175             |
| Hoa Kỳ Billboard Hot 100             | 17              |
| Hoa Kỳ Adult Pop Airplay (Billboard) | 3               |
| Hoa Kỳ Pop Airplay (Billboard)       | 18              |
| Bảng xếp hạng (2011)                 | Vị trí cao nhất |
| UK Singles (Official Charts Company) | 141             |

| Quốc gia                                  | Chứng nhận | Số đơn vị/doanh số chứng nhận |
| ----------------------------------------- | ---------- | ----------------------------- |
| Canada (Music Canada)                     | Bạch kim   | 40.000*                       |
| Hoa Kỳ (RIAA)                             | Bạch kim   | 1,600,000                     |
| ^ Chứng nhận dựa theo doanh số nhập hàng. |            |                               |

## Giải thưởng
| Năm  | Giải thưởng       | Hạng mục                  | Kết quả   |
| ---- | ----------------- | ------------------------- | --------- |
| 2008 | Giải thưởng Socan | Bài hát Pop xuất sắc nhất | Đoạt giải |

## Lịch sử phát hành
| Nước   | Ngày                 | Định dạng              | Nhãn                    | Nguồn  |
| ------ | -------------------- | ---------------------- | ----------------------- | ------ |
| Canada | 27 tháng 11 năm 2006 | Tải kĩ thuật số        | RCA Records             | [ 4 ]  |
| Mỹ     | 28 tháng 11 năm 2006 | Contemporary hit radio | RCA Records / Fox Music | [ 20 ] |
| Mỹ     | 28 tháng 11 năm 2006 | Hot adult contemporary | RCA Records / Fox Music | [ 21 ] |